# Liste der Mühlen am Repperndorfer Mühlbach und am Eherieder Mühlbach
Die Liste der Mühlen am Repperndorfer Mühlbach und am Eherieder Mühlbach führt alle Mühlenbauten am Mainzufluss Repperndorfer Mühlbach und seinem Zufluss Eherieder Mühlbach im Regierungsbezirk Unterfranken in Bayern auf. Der Repperndorfer Mühlbach fließt in seinem südöstlichen Lauf durch die Gäuflächen im Maindreieck und das Kitzinger Maintal an mehreren ehemaligen Mühlenbetrieben vorbei. Dabei wurde der Bach im 20. und 21. Jahrhundert durch städtische Bebauung Kitzingens stark überformt. Alle ehemaligen Mühlen liegen heute auf Kitzinger Stadtgebiet.

## Historischer Hintergrund
Wassermühlen entlang des Repperndorfer Mühlbachs und seines Zuflusses können bereits im Hochmittelalter nachgewiesen werden. Ähnlich wie bei den Mühlen entlang der Schwarzach weiter mainaufwärts trieb insbesondere der Benediktinerorden den Bau dieser Maschinen des Mittelalters voran. In Kitzingen etablierte das Benediktinerinnenkloster, das lange Zeit auch die Herrschaft über die Nachbarstadt innehatte, den Bau einer Mühle für die Lebensmittelversorgung des Nonnenkonventes.
Alle anderen Mühlen entstanden später, wobei mit der Dorfmühle von Repperndorf eine weitere herrschaftliche Mühle schon 1395 genannt wurde. Die Stadt Kitzingen, die im Spätmittelalter ihr Stadtgebiet wesentlich erweiterte, stieg in der Folgezeit zur zweitwichtigsten Siedlung im Einflussbereich des Würzburger Fürstbischofs auf. Diese Konzentration von Bevölkerung an dieser Stelle führte zu weiteren Neubauten von Mühlen. Nacheinander gelangten im Laufe der Frühneuzeit auch die bereits älteren Mühlen in städtische Hand.
Der einwohnerreichen Stadt ist es auch zu verdanken, dass im 17. und 18. Jahrhundert keine Spezialisierung bei den Mühlen erfolgte. So bestanden entlang der Bäche vor allem Getreidemühlen zur Brotherstellung für die nahe Stadt. Einzige Ausnahme bildet die Pulvermühle am Eherieder Mühlbach. Eine solche Spezialmühle zur Herstellung von Schießpulver ist aber ebenfalls dem Kitzinger Markt mit seinem differenzierten Warenangebot zuzuordnen. Heute sind alle Mühlen entlang der Bäche stillgelegt oder vollständig verschwunden. Die Bäche wurden durch das Wachstum Kitzingens in ihrem Lauf tiefgreifend verändert.

## Mühlenliste
Die Ordnung der Liste richtet sich nach der Lage der Mühlen und folgt dem Bachlauf von der Quelle des Repperndorfer Mühlbachs bei Kaltensondheim über den Zufluss des Eherieder Mühlbachs im Westen Kitzingens bis zur Mündung in den Main. Blau unterlegte Gliederungsüberschriften nennen die Gemarkungen, auf denen die Mühlen standen oder noch stehen. Die Kurzbeschreibung zu jeder Mühle erwähnt, wenn diese heute noch eigener Ortsteil einer Gemeinde ist. Mit der Äußeren und der Mittleren Eheriedermühle bestehen heute zwei, eigentlich gleichnamige Gemeindeteile Kitzingens entlang des Baches.
Obwohl die Bäche auch durch die angrenzende Gemeinde Biebelried fließen, konzentrieren sich die ehemaligen Mühlen ausschließlich auf den Westen des heutigen Kitzinger Stadtgebiets. 
| Name                    | Gewässer               | Typ                   | Erhaltungszustand             | Beschreibung | Lage                            | Bild |                       |
| Kitzingen-Repperndorf   | Kitzingen-Repperndorf  | Kitzingen-Repperndorf | Kitzingen-Repperndorf         | Kitzingen-Repperndorf | Kitzingen-Repperndorf           | Kitzingen-Repperndorf | Kitzingen-Repperndorf |
| ----------------------- | ---------------------- | --------------------- | ----------------------------- | --- | ------------------------------- | --- | --------------------- |
| Dorfmühle (Repperndorf) | Repperndorfer Mühlbach | Getreidemühle         | weitgehend erhalten, erneuert | Die Repperndorfer Dorfmühle (auch Untere Dorfmühle, heutige Adresse Alte Reichsstraße 2) wurde erstmals im Jahr 1395 urkundlich erwähnt. Die Mühle war dem jeweiligen Dorfherren über Repperndorf zugeordnet. 1519 wurde die Frau des Müllers lebendig verbrannt, da sie ihren Mann erschlagen haben soll. Noch im 19. Jahrhundert wurde die Mühle betrieben. | 49° 44′ 45,9″ N, 10° 7′ 45,2″ O | Bild gesucht Die Wikipedia wünscht sich an dieser Stelle ein Bild vom hier behandelten Ort. Weitere Infos zum Motiv findest du vielleicht auf der Diskussionsseite . Falls du dabei helfen möchtest, erklärt die Anleitung , wie das geht. BW |                       |
| Äußere Eheriedermühle   | Eherieder Mühlbach     | Getreidemühle         | weitgehend erhalten, erneuert | Die Äußere Eheriedermühle (auch Vordere Erhardenmühle) wurde erstmals im Jahr 1430 urkundlich erwähnt. Im 19. Jahrhundert war wahrscheinlich ein Ausflugslokal in den Räumlichkeiten untergebracht. Sie liegt in der Gemarkung Repperndorf und ist heute ein eigenständiger Gemeindeteil Kitzingens. | 49° 44′ 6,8″ N, 10° 6′ 31,2″ O  | Bild gesucht Die Wikipedia wünscht sich an dieser Stelle ein Bild vom hier behandelten Ort. Weitere Infos zum Motiv findest du vielleicht auf der Diskussionsseite . Falls du dabei helfen möchtest, erklärt die Anleitung , wie das geht. BW |                       |
| Kitzingen               |                        |                       |                               | |                                 | |                       |
| Mittlere Eheriedermühle | Eherieder Mühlbach     | Getreidemühle         | weitgehend erhalten           | Die Mittlere Eheriedermühle (auch Mittlere Erhardenmühle) besteht mindestens bereits seit dem 18. Jahrhundert an dieser Stelle. Zumeist wurde die Anlage gemeinsam mit ihren beiden gleichnamigen Pendants erwähnt. Die Mühle liegt in der Gemarkung Kitzingen und ist heute ein eigenständiger Gemeindeteil Kitzingens. Die erhaltenen Baulichkeiten des 18. Jahrhunderts werden vom Bayerischen Landesamt für Denkmalpflege als Baudenkmal geführt.                                                           | 49° 44′ 7,9″ N, 10° 7′ 14″ O    | Bild gesucht Die Wikipedia wünscht sich an dieser Stelle ein Bild vom hier behandelten Ort. Weitere Infos zum Motiv findest du vielleicht auf der Diskussionsseite . Falls du dabei helfen möchtest, erklärt die Anleitung , wie das geht. BW |                       |
| Pulvermühle             | Eherieder Mühlbach     | Pulvermühle           | weitgehend erhalten, erneuert | Die Pulvermühle (auch Innere Eheriedermühle) ist die einzige Spezialmühle entlang des Repperndorfer Mühlbachs und seines Zulaufes. Sie wurde im 16. Jahrhundert als Produktionsstätte für Schießpulver errichtet. Die Anlage wurde zunächst von einem auswärtigen Büchsenschmied betrieben, später erfolgte die Herstellung des Pulvers in städtischer Regie. Durch mehrere Explosionen haben sich heute keine Baulichkeiten der ursprünglichen Mühle erhalten.                                                 | 49° 44′ 14,7″ N, 10° 8′ 47,6″ O | Bild gesucht Die Wikipedia wünscht sich an dieser Stelle ein Bild vom hier behandelten Ort. Weitere Infos zum Motiv findest du vielleicht auf der Diskussionsseite . Falls du dabei helfen möchtest, erklärt die Anleitung , wie das geht. BW |                       |
| Spazer Mühle            | Repperndorfer Mühlbach | Getreidemühle         | vollständig abgegangen        | Die Spazer Mühle lag zwischen dem inneren und äußerem Spazentor im Westen der Kitzinger Stadtbefestigung. Sie wurde bereits im 18. Jahrhundert betrieben. Eine Inschriftentafel des Jahres 1722 hat sich im inzwischen aufgelösten Kitzinger Stadtmuseum erhalten. Die Mühlengebäude wurden im Jahr 1877 erneuert. Im Jahr 1968 verschwanden die Mühlengebäude, um Platz für die Westtangente zu machen. | 49° 44′ 16″ N, 10° 9′ 19,3″ O   | Bild gesucht Die Wikipedia wünscht sich an dieser Stelle ein Bild vom hier behandelten Ort. Weitere Infos zum Motiv findest du vielleicht auf der Diskussionsseite . Falls du dabei helfen möchtest, erklärt die Anleitung , wie das geht. BW |                       |
| Klostermühle            | Repperndorfer Mühlbach | Getreidemühle         | vollständig abgegangen        | Die Klostermühle war die mit Abstand älteste Mühle entlang der beiden Bäche. Sie wurde bereits im 11. Jahrhundert als molendina urkundlich erwähnt und gehörte das Mittelalter hindurch zum Benediktinerinnenkloster Kitzingen. Mit der Auflösung des Nonnenkonvents im Jahr 1544 gelangte die Anlage an die Stadt. Im 19. Jahrhundert wurden Teile an Privatpersonen verkauft. Die Mühle wurde von einem Mühlbach mit Wasser des Repperndorfer Mühlbachs betrieben, der durch das Klosterareal geleitet wurde. | 49° 44′ 26,4″ N, 10° 9′ 42,9″ O | Bild gesucht Die Wikipedia wünscht sich an dieser Stelle ein Bild vom hier behandelten Ort. Weitere Infos zum Motiv findest du vielleicht auf der Diskussionsseite . Falls du dabei helfen möchtest, erklärt die Anleitung , wie das geht. BW |                       |